# Carybdea brevipedalia
Carybdea brevipedalia is een tropische kubuskwal uit de familie Carybdeidae. De kwal komt uit het geslacht Carybdea. Carybdea brevipedalia werd in 1891 voor het eerst wetenschappelijk beschreven door Kishinouyea. 